# Francesco Alberoni

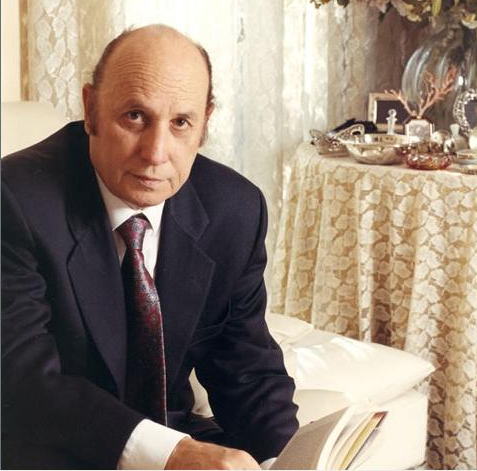
Francesco Alberoni, 2007.

Francesco Alberoni, född 31 december 1929 i Borgonovo Val Tidone, Emilia-Romagna, död 14 augusti 2023 i Milano, var en italiensk sociolog och journalist.
Alberoni arbetade främst med forskning kring klassfrågor och konsumtion. Då fokuserade han sin forskning inom området socialt beteende och rörelser: såsom kärlek, vänskap, erotism, etc. Han var globalt känd för sina studier av mänskliga relationer, som Innamoramento e Amore (1979, Förälskelse och kärlek), L'amicizia (1984, Vänskap), L'erotismo (1986, Erotik) och Il Volo Nuziale (1992, Drömmar om kärlek).

## Svenska översättningar
- Förälskelse och kärlek (Innamoramento e amore) (översättning Barbro Andersson, Korpen, 1982)
- Vänskap (L'amicizia) (översättning Barbro Andersson, Korpen, 1984)
- Erotik (L'erotismo) (översättning Barbro Andersson, Korpen, 1986)
- Privat och offentligt (Pubblico & privato) (översättning Barbro Andersson, Korpen, 1988)
- Moral och kärlek (L'altruismo e la morale) (tillsammans med Salvatore Veca) (översättning Cecilia Carmén och Katarina Nyström, Korpen, 1989)
- Avund (Gli invidiosi) (översättning Barbro Andersson, Korpen, 1991)
- Drömmar om kärlek (Il volo nuziale) (översättning Barbro Andersson, Korpen, 1993)
- Värden (Valori) (översättning Jessica Rosell, Korpen, 1994)
- Optimism (L'ottimismo) (översättning Jessica Rosell, Korpen, 1995)
- Jag älskar dig (Ti amo) (översättning Jessica Rosell, Korpen, 1996)

## Galleri

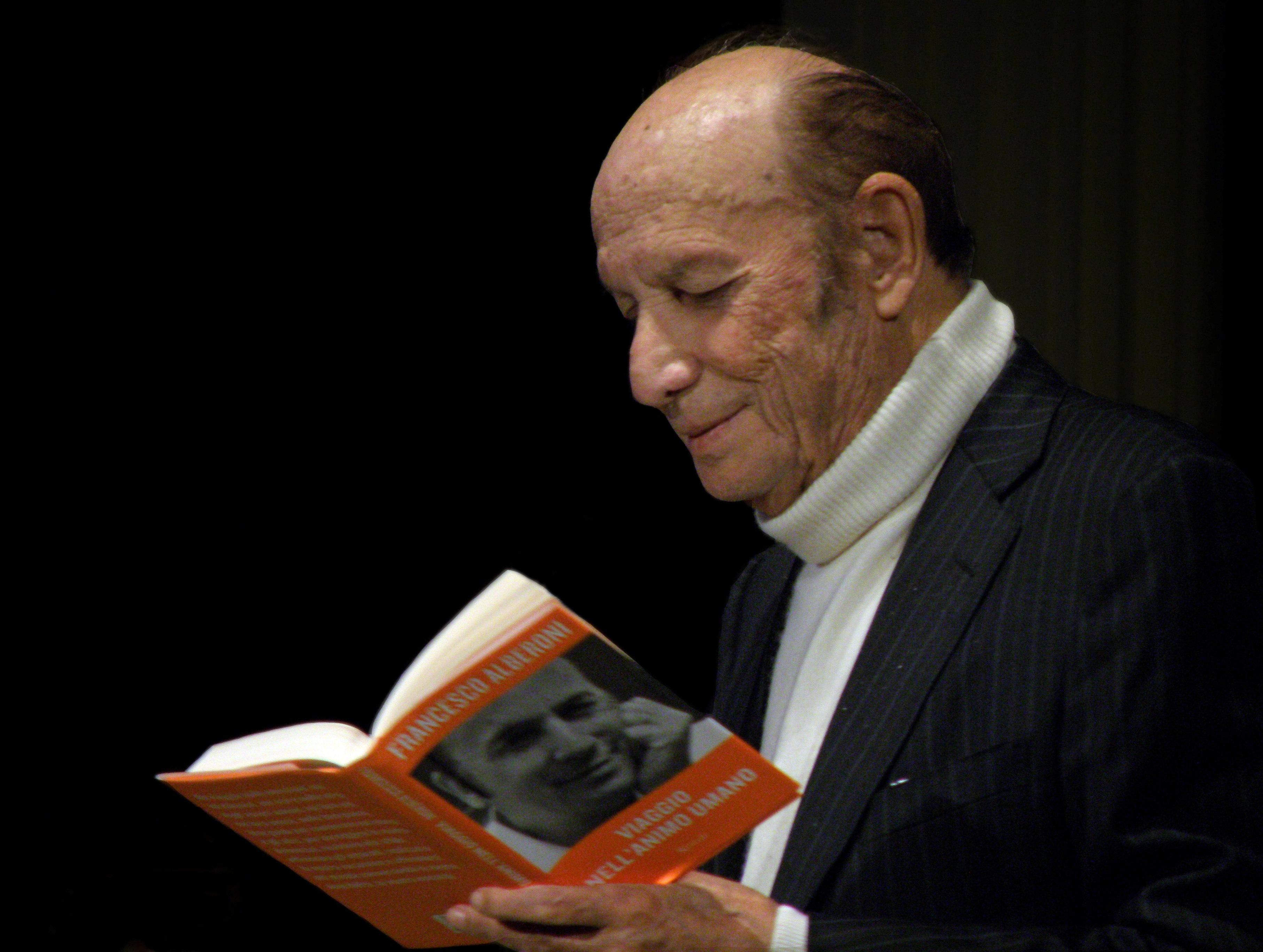
Francesco Alberoni, Milano, 2012.
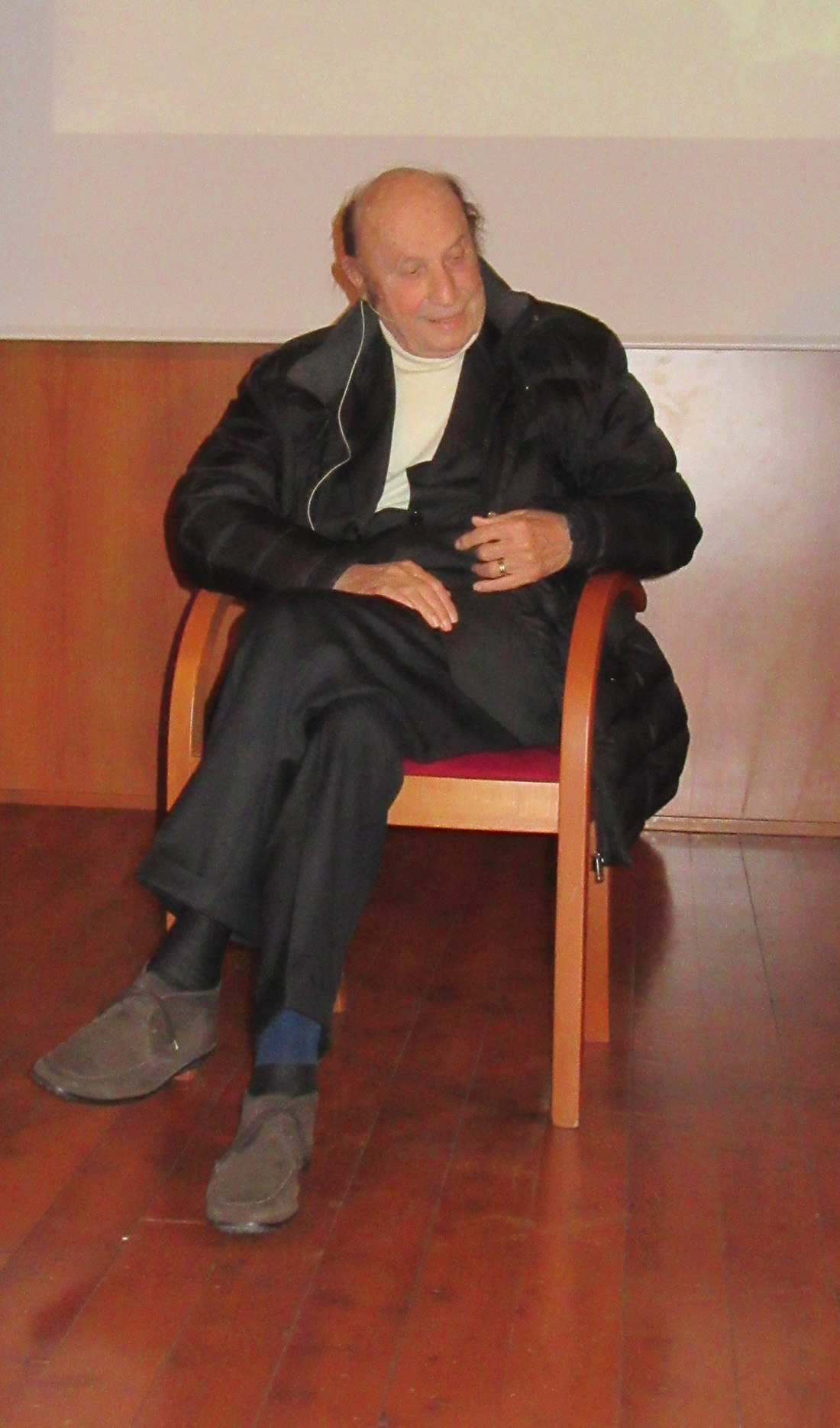
Francesco Alberoni, Codogno, 11 december 2016.